# Barra do Garças Airport
Barra do Garças Airport (franska: Aéroport de Barra Do Garças, portugisiska: Aeroporto de Barra do Garças) är en flygplats i Brasilien.   Den ligger i kommunen Barra do Garças och delstaten Mato Grosso, i den centrala delen av landet, 500 km väster om huvudstaden Brasília. Barra do Garças Airport ligger 349 meter över havet.
Terrängen runt Barra do Garças Airport är platt. Närmaste större samhälle är Barra do Garças, 14,5 km öster om Barra do Garças Airport.
Omgivningarna runt Barra do Garças Airport är huvudsakligen savann. Trakten runt Barra do Garças Airport är nära nog obefolkad, med mindre än två invånare per kvadratkilometer.